# Muzeum BMW
Muzeum BMW (niem. BMW Museum) – muzeum zlokalizowane w pobliżu parku olimpijskiego w Monachium, w kraju związkowym Bawaria w Niemczech. W pobliżu muzeum znajduje się wieżowiec BMW, mieszczący siedzibę firmy i wielofunkcyjne centrum wystawowe BMW Welt. 

## Opis
Muzeum ukazuje historię rozwoju koncernu BMW od początku jego istnienia do czasów obecnych. Otwarcie muzeum miało miejsce 18 maja 1973 roku. W muzeum eksponowane są najważniejsze i najbardziej wartościowe pojazdy, motocykle, silniki i silniki lotnicze, wyprodukowane na przestrzeni ponad 100-letniej historii BMW. Na ekspozycję muzeum składa się około 125 eksponatów. W 2011 roku muzeum odwiedziło około 480 tys. osób. Muzeum odwiedza rocznie średnio ponad 500 tys. osób i znajduje się na drugim miejscu najczęściej odwiedzanych muzeów w Monachium. Muzeum BMW łącznie z Muzeum Niemieckim, rezydencją królów Bawarii, pałacem Nymphenburg i pinakoteką Pinakothek der Moderne, zaliczane jest do najpopularniejszych muzeów w Monachium.

## Historia
Już w 1922 roku rozpoczęto przechowywanie w pomieszczeniach przyfabrycznych pierwszych produktów przedsiębiorstwa, traktowanych wtedy jako pamiątki. W 1966 roku otwarto muzeum zakładowe, w którym umieszczono wszystkie dotąd zebrane eksponaty. Pod koniec lat 60. XX wieku zarząd koncernu zdecydował o budowie nowej siedziby firmy. Wraz z nią wybudowano nowy okrągły budynek, który połączono rampą umożliwiająca przejście do niskiego budynku mieszczącego dotychczasowe zbiory muzealne.

## Architektura
Budynek muzeum ma formę rotundy z płaskim dachem, w połowie obniżonym, na którego całej powierzchni umieszczono logo BMW. Srebrny, okrągły budynek o futurystycznym wyglądzie nazywany jest potocznie "salaterką" lub "kociołkiem na białą kiełbasę". Został zaprojektowany przez architekta, który projektował wieżowiec-siedzibę koncernu BMW, wiedeńskiego profesora Karla Schwanzera. Okrągła podstawa budynku ma około 20 metrów średnicy, dach natomiast około 40 metrów średnicy. Okrągły budynek połączony jest z pierwszym, niskim budynkiem muzeum. Niski budynek muzeum, który przeznaczony jest na ekspozycję stałą, podzielony został na siedem oddzielnych tematycznie obszarów wystawowych, na które składa się:
- obszar wzornictwa
- obszar przedsiębiorstwa,
- obszar motocykli,
- obszar technologii,
- obszar sportów motorowych,
- obszar marki,
- obszar rozwoju poszczególnych serii modelowych[8].

Około 1000-metrowa trasa zwiedzania prowadzi centralną rampą przez 25 wystaw, które ulokowano w poszczególnych obszarach tematycznych. 
Natomiast w okrągłym budynku trasa zwiedzania biegnie spiralną rampą z dołu do góry. Przy rampie ulokowano platformy wystawowe umieszczone na czterech poziomach, gdzie prezentowane są eksponaty w ramach ekspozycji czasowych. W budynku znajduje się mała sala kinowa, a zaprezentowane interaktywne eksponaty ułatwiają zapoznanie się z użytą przy produkcji technologią. Następnie zwiedzający wracają na parter budynku, centralnie umieszczonymi schodami ruchomymi. Zaprezentowana forma ekspozycji, także hol budynku i spiralna trasa zwiedzania prowadząca ku górze, inspirowane są nowoczesnym muzeum sztuki współczesnej Muzeum Guggenheima (ang. Solomon R. Guggenheim Museum) znajdującym się w Nowym Jorku, które zaprojektował architekt Frank Lloyd Wright. Na płaskim dachu budynku umieszczono także wielkoformatowe logo BMW. 

## Renowacja i rozbudowa
Muzeum znacząco przebudowano i powiększono w latach 2004–2008, w czasie budowy centrum wystawowego BMW Welt. Ponowne otwarcie nastąpiło 21 czerwca 2008 roku. Powierzchnię wystawową muzeum powiększono pięciokrotnie do rozmiaru 5000 m². Prace zlecono architektom i projektantom z biura architektonicznego Atelier Brückner ze Stuttgartu, a instalację warstwy multimedialnej przeprowadziła agencja projektowa ART+COM z Berlina.

## Galeria

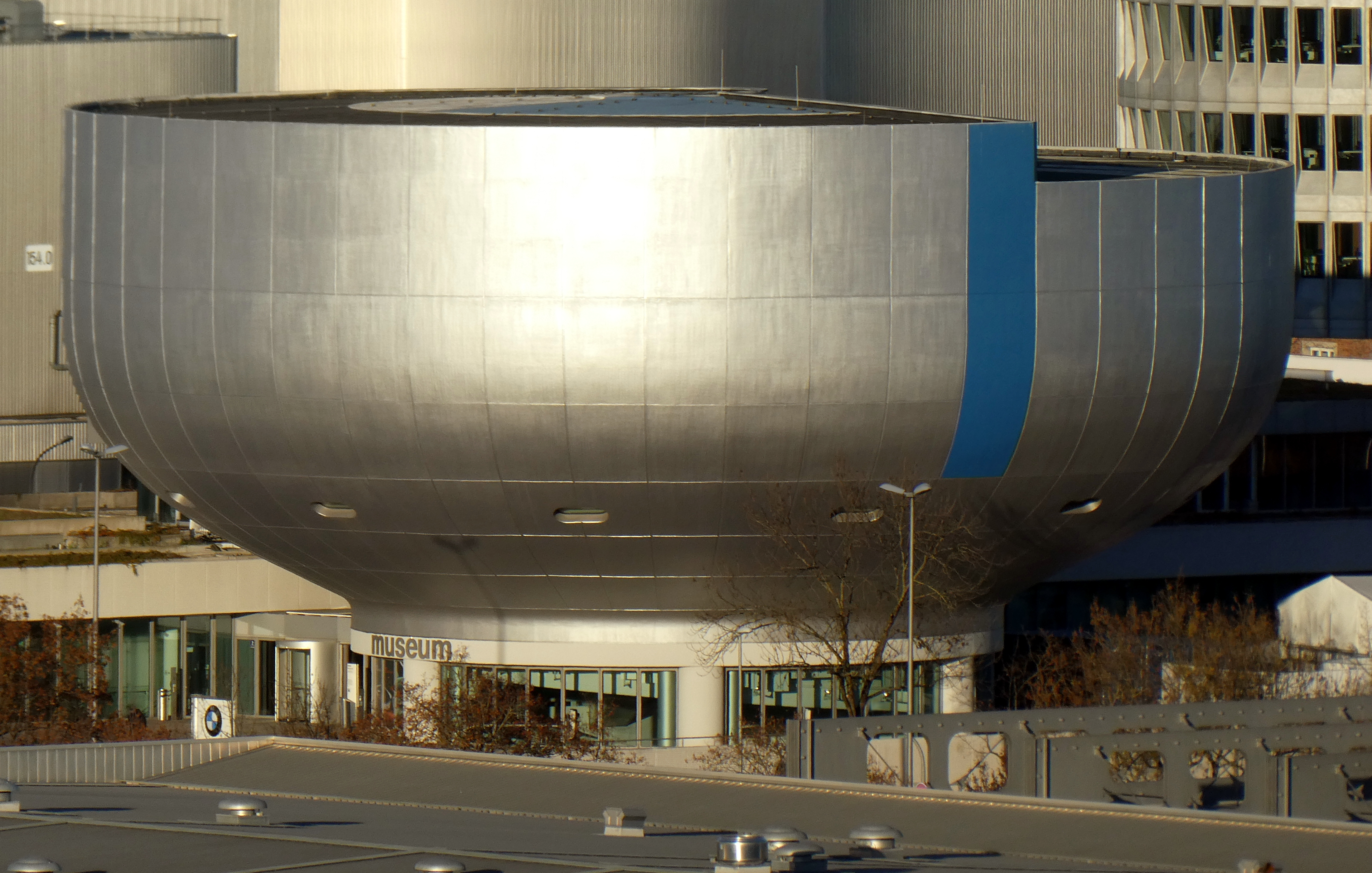
Budynek muzeum
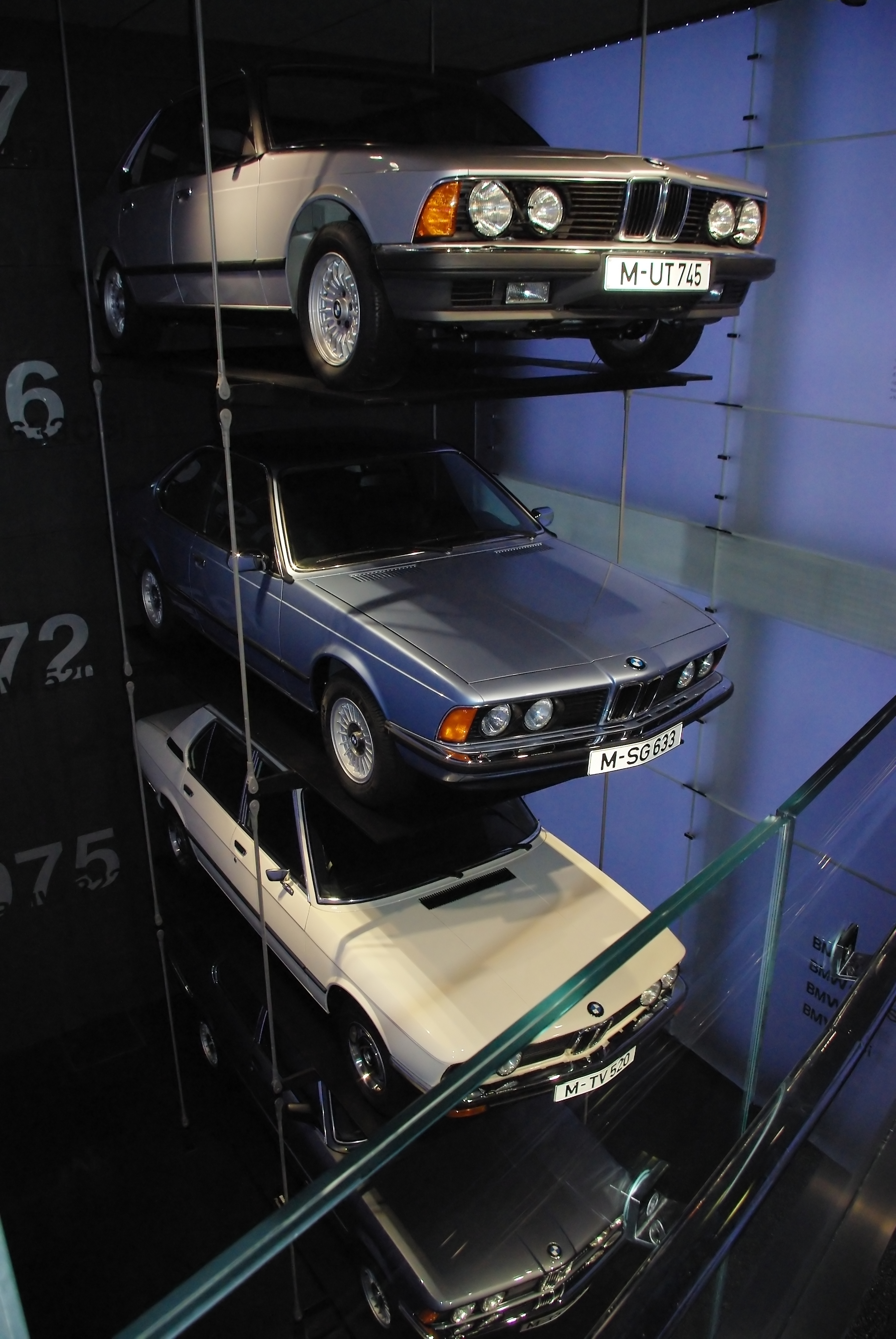
Fragment ekspozycji
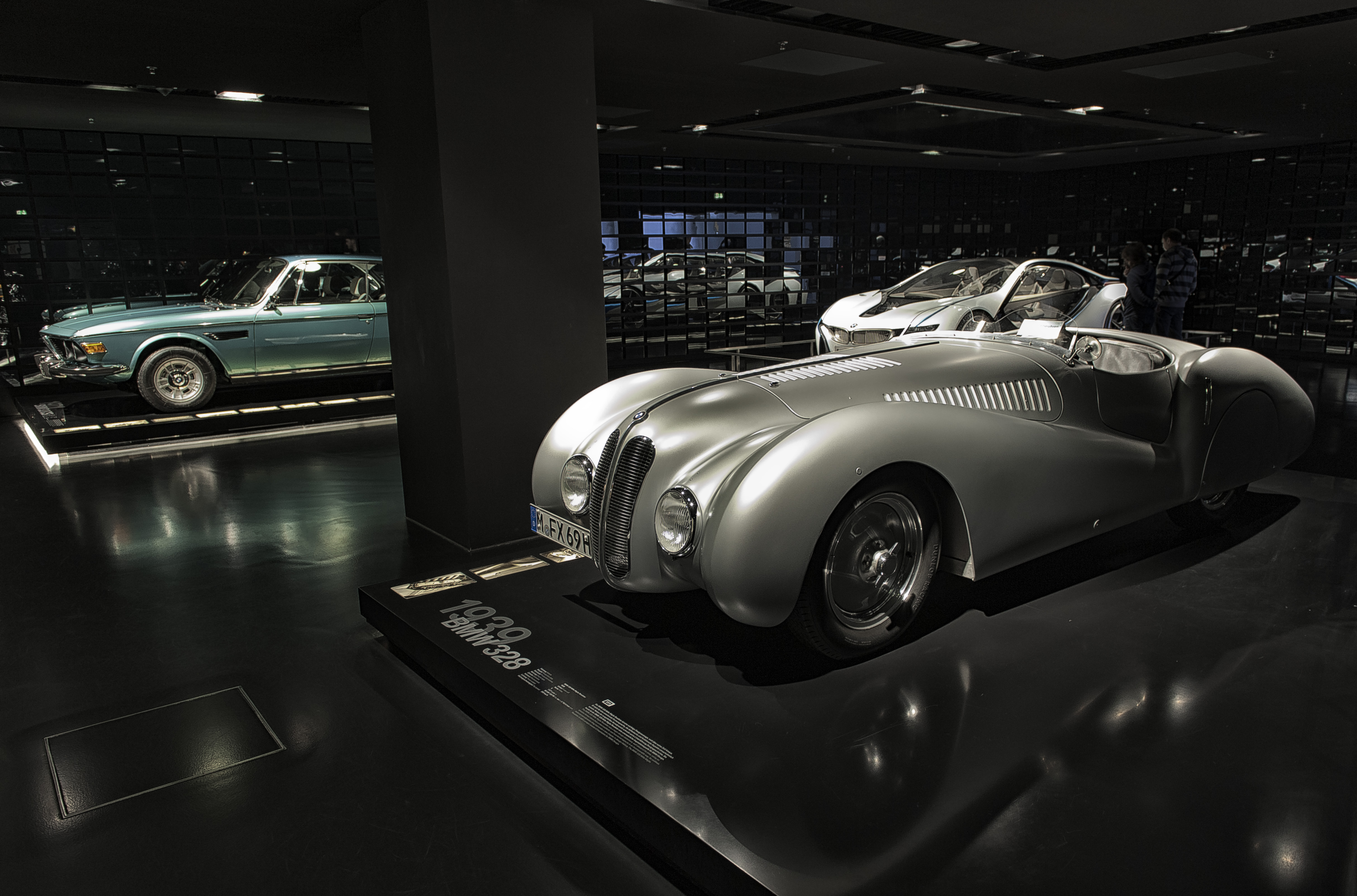
Fragment ekspozycji - BMW 328 "Mille Miglia"